# Acrocefàlids
Els acrocefàlids (Acrocephalidae) són una família d'aus de l'ordre dels passeriformes, que antany s'incloïen a la família dels sílvids (Sylviidae).

## Morfologia
- Les espècies d'aquesta família solen ser més grans que els sílvids.
- La majoria tenen un plomatge molt poc vistós, marró olivaci per sobre i de groc a beix per sota.

## Hàbitat i distribució
Normalment es troben en boscos oberts, canyissars o zones amb herbes altes, principalment al sud d'Euràsia occidental i zones properes, però també al Pacífic, amb algunes espècies a l'Àfrica.

## Taxonomia
Classificats tradicionalment a la família dels sílvids. Recentment s'ha creat el gènere Iduna amb set espècies en total, de les quals una s'incloïa a Acrocephalus, quatre a Hippolais i dues a Chloropeta (Fregin et al, 2009). Es classifica en 6 gèneres amb 58 espècies.
- Gènere Graueria, amb una espècie: grauèria (Graueria vittata).
- Gènere Nesillas, amb 6 espècies.
- Gènere Acrocephalus, amb 43 espècies.
- Gènere Arundinax, amb una espècie: boscarla becgrossa (Arundinax aedon).
- Gènere Iduna, amb 6 espècies.
- Gènere Calamonastides, amb una espècie: busqueta groga dels papirs (Calamonastides gracilirostris).